# Kobys

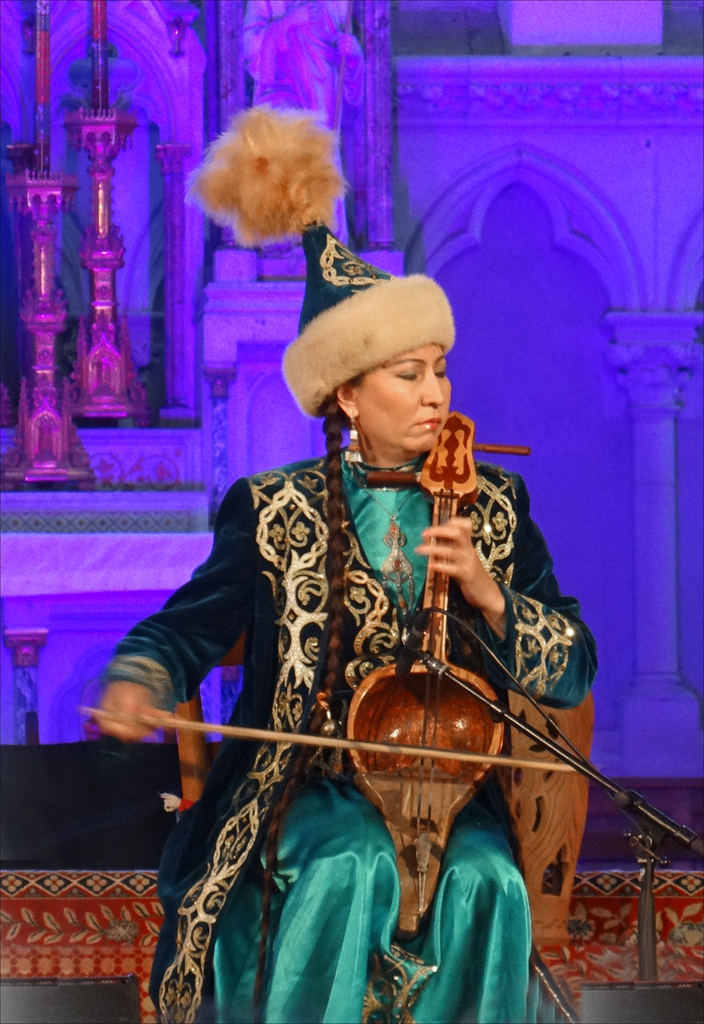
Kobys-Spielerin und Sängerin Raushan Urazbayeva aus Kasachstan beim Festival Les Orientales (Saint-Florent-Le-Vieil) in Frankreich 2013

Kobys, auch qobyz, kasachisch қобыз, ist eine mit dem Bogen gestrichene Schalenhalslaute in der Volksmusik von Kasachstan, Usbekistan und Turkmenistan, die auch qyl qobyz („Pferdehaar-Kobys“) zur Abgrenzung von der gleichnamigen Maultrommel kobys genannt wird. Dem zweisaitigen Streichinstrument werden magische Fähigkeiten zugesprochen.

## Bauform
Der in sehr verschiedenen Bauformen gefertigte Instrumenttyp gehört zu den orientalischen Kurzhalslauten, deren bekanntester Vertreter der Oud ist, und besitzt zwei Saiten aus Pferdehaar und einem Resonanzkörper aus Holz. Im Vergleich zur Musik der Usbeken und Turkmenen hat die kasachische Musik mehr türkische Musikformen bewahrt.
Der Korpus kann länglich tailliert aus einem Stück oder in eine obere und untere Kammer geteilt sein. Zweiteilige Ausführungen sind im unteren Teil mit einer Kamel- oder Ziegenhaut bespannt, die als Korpusdecke den Steg trägt. Der obere Teil des aus einem Holzblock hergestellten Resonanzkörpers hat einen zu den Saiten offenen Schallraum und zeigt eine Ähnlichkeit mit der afghanischen und nordindischen Streichlaute sarinda. Andere Instrumente haben einen verleimten und an der Oberseite geschlossenen Korpus. Die verwendeten Holzarten sind Birke oder Maulbeerbaum. Der Bogen besteht ebenfalls aus Pferdehaar.
Die beiden Saiten sind im Quart- oder Quintabstand gestimmt und erzeugen einen weichen verschwommenen Klang mit vielen Obertönen.

## Kulturelle Bedeutung

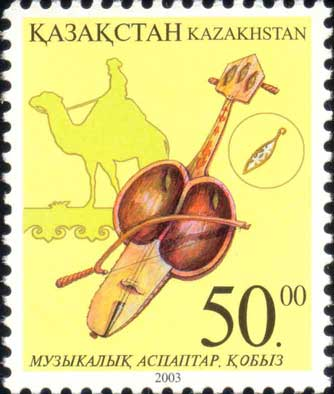
Briefmarke mit einer kobys, Kasachstan 2003

Die kobys wird wegen ihrer zugesprochenen magischen Kräfte bei den Ritualen des Schamanen (Baqsy) eingesetzt und dient in einem Heilungsritual zur Vertreibung böser Geister. Das Instrument wird meist von Männern gespielt, Frauen mit kobys gelten grundsätzlich als Schamaninnen.
Zugleich ist die Laute das Begleitinstrument der kasachischen epischen Dichtungen, die bis ins 15. Jahrhundert zurückreichen. Ihr mythischer Ursprung führt zur Sagengestalt Dede Korkut zurück, der als ältester Sänger und Schamane gilt. Träger und Vermittler der großen Epen war früher der Jyrau (von jyr, „epische Dichtung“). Er gehörte wie der türkische und aserbaidschanische Aşık zu einer in ganz Zentralasien verbreiteten Tradition von Dichter-Sängern. Ähnlich dem Schamanen konnte er mit den Totengeistern, den Seelen der verstorbenen Helden und mit Schutzgeistern in Verbindung treten. Der Jyrau hat die gesellschaftlichen Veränderungen im 20. Jahrhundert während der Zeit der Sowjetischen Herrschaft nicht mitgemacht. Für die sowjetischen Kommunisten repräsentierte er die zu überwindende Feudalzeit und den Aberglauben. An seiner Stelle wird heute der Jyršy tätig. Im Unterschied zum Jyrau besitzt er keine politische Macht und kann nicht in die Zukunft sehen, vermittelt aber durch den Vortrag kleinerer Epen ebenso moralische Werte und genießt einen gewissen Respekt.
Ursprünglich trug der Jyrau die epischen Texte ohne Begleitung vor, erst später spielte er zu seinem, mit kehliger Stimme vorgetragenen Obertongesang die kobys. Er hat dafür ein festes Melodierepertoire und bestimmte Spieltechniken zur Verfügung. War er im Lauf seines Vortrags in Kontakt mit Geistern und Ahnen getreten, so durfte er nicht mehr unterbrochen werden. Jyršy, die nach der Unabhängigkeit von der Sowjetunion wieder an die Traditionen der Epen anknüpfen, tun dies im zeitlichen Rahmen westlicher Aufführungspraxis und beschränken sich auf kurze, aus dem Stegreif vorgetragene Verse (terme). Liedersänger die darauf spezialisiert sind, heißen Termeši.
Die kobys ist auch das typische Begleitinstrument in den Volksliedern der Karakalpaken. Im Gegensatz zu den kobys spielenden Sängern und Dichtern waren die Aqyn, die sich auf der Langhalslaute dombra begleiteten, während der Sowjetzeit als Volkssänger begünstigt.
In Almaty, der Kulturhauptstadt des Landes, werden Stücke der kasachischen Musik und Adaptionen der westlichen Klassik von großen Orchestern konzertant aufgeführt. In modernen Arrangements kasachischer Volksmusik werden neben dombra und kobys weitere Volksmusikinstrumente wie die Längsflöte sybyzgy, die Wölbbrettzither jetigen und die Zupflaute scherter im Zusammenspiel eingesetzt.

## Tonträger
- Kazakhstan. Le Kobyz. L'ancienne viole des chamanes. CD veröffentlicht bei Auvidis Inedit, 2004.